# Elizabeth Stanhope
Elizabeth Stanhope, contessa di Strathmore e Kinghorne (Bretby, maggio 1663 – Castello di Huntly, 24 aprile 1723), è stata una nobildonna inglese.

## Biografia
Figlia unica di Philip Stanhope, II conte di Chesterfield, e di lady Elizabeth Butler, figlia maggiore di James Butler, I duca di Ormonde.
Prima della sua nascita, Samuel Pepys affermò che la madre di Elizabeth, stanca dei continui tradimenti del marito con Barbara Villiers, avesse avuto relazioni con James Hamilton, e con il duca di York, che avrebbe poi governato come re Giacomo II d'Inghilterra, con cui sarebbe stata colta in flagrante. È possibile che Elizabeth sia una figlia illegittima del duca di York.
Lady Elizabeth non conobbe mai sua madre, in quanto morì quando Elizabeth aveva solo due anni. Il conte di Chesterfield, successivamente, sposò Elizabeth Dormer, dalla quale ebbe due figli.

## Matrimonio
Sposò, il 21 settembre 1691, il nobile scozzese John Lyon, figlio di Patrick Lyon, III conte di Strathmore e Kinghorne. Ebbero dieci figli:
- Patrick Lyon, Lord Glamis (1692 – 1709);
- Philip Lyon, Lord Glamis (29 ottobre 1693 – 18 marzo 1712);
- Lady Helen Lyon (8 gennaio 1695 – 19 dicembre 1723), sposò Robert Stuart, VII conte di Blantyre, ebbero un figlio;
- John Lyon, V conte di Strathmore e Kinghorne (27 aprile 1696 – 13 novembre 1715);
- Lady Mary Lyon (16 aprile 1697 – 26 maggio 1780);
- Charles Lione, VI conte di Strathmore e Kinghorne (12 luglio 1699 – 11 maggio 1728);
- Hendrie Lyon (1º luglio 1700);
- James Lyon, VII conte di Strathmore e Kinghorne (24 dicembre 1702 – 4 gennaio 1735);
- Thomas Lyon, VIII conte di Strathmore e Kinghorne (6 luglio 1704 – 18 gennaio 1753);
- Lady Catherine Lyon (24 aprile 1707).

## Morte
Morì il 24 aprile 1723 a Castello di Huntly, in Scozia.
La National Portrait Gallery conserva alcuni suoi ritratti, fra cui una maniera nera di Alexander Browne basata su un'opera di Peter Lely.

## Ascendenza
|                                           |                                    |                                     | Genitori                          |  |  | Nonni |  |  | Bisnonni                                 |  |  | Trisnonni         |  |
|                                           |                                    |                                     |                                   |  |  |       |  |  | Philip Stanhope, I conte di Chesterfield |  |  | sir John Stanhope |  |
|                                           |                                    |                                     |                                   |  |  |       |  |  | Philip Stanhope, I conte di Chesterfield |  |  | sir John Stanhope |  |
|                                           |                                    | Cordell Alington                    |                                   |  |  |       |  |  | Philip Stanhope, I conte di Chesterfield |  |  |                   |  |
| Henry Stanhope, lord Stanhope             |                                    |                                     |                                   |  |  |       |  |  | Philip Stanhope, I conte di Chesterfield |  |  |                   |  |
|                                           |                                    | lady Catherine Hastings             | Francis Hastings, lord Hastings   |  |  |       |  |  |                                          |  |  |                   |  |
|                                           |                                    | lady Catherine Hastings             | Francis Hastings, lord Hastings   |  |  |       |  |  |                                          |  |  |                   |  |
|                                           |                                    | lady Catherine Hastings             | Sarah Harington                   |  |  |       |  |  |                                          |  |  |                   |  |
| Philip Stanhope, II conte di Chesterfield |                                    | lady Catherine Hastings             |                                   |  |  |       |  |  |                                          |  |  |                   |  |
|                                           |                                    | Thomas Wotton, II barone di Wotton  | Edward Wotton, I barone di Wotton |  |  |       |  |  |                                          |  |  |                   |  |
|                                           |                                    | Thomas Wotton, II barone di Wotton  | Edward Wotton, I barone di Wotton |  |  |       |  |  |                                          |  |  |                   |  |
|                                           |                                    | Thomas Wotton, II barone di Wotton  | Hester Pickering                  |  |  |       |  |  |                                          |  |  |                   |  |
| hon. Katherine Wotton                     |                                    | Thomas Wotton, II barone di Wotton  |                                   |  |  |       |  |  |                                          |  |  |                   |  |
|                                           |                                    | Mary Throckmorton                   | sir Arthur Throckmorton           |  |  |       |  |  |                                          |  |  |                   |  |
|                                           |                                    | Mary Throckmorton                   | sir Arthur Throckmorton           |  |  |       |  |  |                                          |  |  |                   |  |
|                                           |                                    | Mary Throckmorton                   | Anne Lucas                        |  |  |       |  |  |                                          |  |  |                   |  |
| lady Elizabeth Stanhope                   |                                    | Mary Throckmorton                   |                                   |  |  |       |  |  |                                          |  |  |                   |  |
|                                           | Thomas Butler, visconte di Thurles | Walter Butler, XI conte di Ormond   |                                   |  |  |       |  |  |                                          |  |  |                   |  |
|                                           | Thomas Butler, visconte di Thurles | Walter Butler, XI conte di Ormond   |                                   |  |  |       |  |  |                                          |  |  |                   |  |
|                                           | Thomas Butler, visconte di Thurles | hon. Helen Butler                   |                                   |  |  |       |  |  |                                          |  |  |                   |  |
| James Butler, I duca di Ormonde           | Thomas Butler, visconte di Thurles |                                     |                                   |  |  |       |  |  |                                          |  |  |                   |  |
|                                           |                                    | Elizabeth Poyntz                    | sir John Poyntz                   |  |  |       |  |  |                                          |  |  |                   |  |
|                                           |                                    | Elizabeth Poyntz                    | sir John Poyntz                   |  |  |       |  |  |                                          |  |  |                   |  |
|                                           |                                    | Elizabeth Poyntz                    | Elizabeth Sydenham                |  |  |       |  |  |                                          |  |  |                   |  |
| lady Elizabeth Butler                     |                                    | Elizabeth Poyntz                    |                                   |  |  |       |  |  |                                          |  |  |                   |  |
|                                           |                                    | Richard Preston, I conte di Desmond | Richard Preston                   |  |  |       |  |  |                                          |  |  |                   |  |
|                                           |                                    | Richard Preston, I conte di Desmond | Richard Preston                   |  |  |       |  |  |                                          |  |  |                   |  |
|                                           |                                    | Richard Preston, I conte di Desmond | Helen Coutts                      |  |  |       |  |  |                                          |  |  |                   |  |
| lady Elizabeth Preston                    |                                    | Richard Preston, I conte di Desmond |                                   |  |  |       |  |  |                                          |  |  |                   |  |
|                                           |                                    | lady Elizabeth Butler               | Thomas Butler, X conte di Ormond  |  |  |       |  |  |                                          |  |  |                   |  |
|                                           |                                    | lady Elizabeth Butler               | Thomas Butler, X conte di Ormond  |  |  |       |  |  |                                          |  |  |                   |  |
|                                           |                                    | lady Elizabeth Butler               | hon. Elizabeth Sheffield          |  |  |       |  |  |                                          |  |  |                   |  |
|                                           |                                    | lady Elizabeth Butler               |                                   |  |  |       |  |  |                                          |  |  |                   |  |